# Brooke Shields
Brooke Christa Shields (Nueva York, 31 de mayo de 1965) es una actriz de cine, televisión y teatro, modelo y escritora estadounidense. Fue modelo infantil y obtuvo elogios de la crítica a los 12 años por su papel principal en la película Pretty Baby (1978) de Louis Malle. Belleza juvenil, continuó como modelo hasta la adolescencia y protagonizó varios dramas como The Blue Lagoon (1980) y Endless Love de Franco Zeffirelli (1981).
En 1983, Shields suspendió su carrera como modelo para asistir a la Universidad de Princeton, se graduó con una licenciatura en lenguas romances. En los 90, Shields volvió a actuar en papeles menores en películas y protagonizó las comedias de NBC De repente, Susan (1996-2000), por la que recibió dos nominaciones al Globo de Oro y Lipstick Jungle (2008-09). En 2017, regresó a ese canal con un papel recurrente importante en la  temporada 19 de la serie Ley y orden: Unidad de víctimas especiales. Dobló a Beverly Goodman en la serie animada Adult Swim Mr. Pickles (2014-19) y en su spin-off Momma Named Me Sheriff (2019-21).
Contó su vida de resiliencia en la serie documental Brooke Shields: La mujer más bella (2023) y volvió al cine con La madre de la novia (2024). 

## Primeros años y antecedentes familiares
Shields nació en Manhattan, Nueva York, el 31 de mayo de 1965, hija de la actriz y modelo Teri Shields (Schmon de soltera) y del empresario Francis Alexander Shields. Su madre era de ascendencia inglesa, alemana, escocesa-irlandesa y galesa, mientras que su padre tenía ascendencia inglesa, francesa, irlandesa e italiana.
Brooke Shields pertenece a una aristocrática familia, descendiente de los primeros colonos de Virginia en Estados Unidos en el siglo XVI (el primer miembro de su familia fue William Shields, pionero estadounidense).
Su padre, Francis Alexander Shields, fue un alto ejecutivo de Revlon, hijo de un famoso tenista, Francis Xavier Shields y de la princesa italiana Donna Marina Torlonia di Civitella-Cesi. Su tío abuelo fue el príncipe Alessandro Torlonia, esposo de la infanta Beatriz de Borbón, y su primo segundo es el colaborador de televisión Alessandro Lecquio. Su madre, Theresia Anna Schmonn, llamada Teri, fue una actriz, modelo y productora de cine. Además, es prima segunda de la actriz Meryl Streep y sobrina tercera de la actriz Glenn Close.
Según una investigación de William Addams Reitwiesner, Shields tiene vínculos ancestrales con varias familias nobles de Italia, en particular de Génova y Roma. Estas son a saber (en orden cronológico de descendencia de 1355 a 1965) las dinastías Gattilusi - Palaiologos - Saboya, Grimaldi, Imperiali, Carafa, Doria, Doria-Pamphili-Landi, Chigi-Albani y Torlonia. Su abuela paterna era la noble italiana Marina Torlonia di Civitella-Cesi., que era hija de un príncipe italiano y una socialité estadounidense. Su tío abuelo era el noble italiano Alessandro Torlonia, marido de la infanta Beatriz de España.
Cuando Teri anunció que estaba embarazada, la familia de Francis le pagó una suma para interrumpir el embarazo. Teri tomó el dinero, pero violó el acuerdo y dio a luz a Brooke. Francis se casó con Teri, pero se divorciaron cuando Shields tenía solo cinco meses. Tiene dos hermanastros y tres medias hermanas. Cuando Shields tenía sólo cinco días, su madre declaró abiertamente que quería que ella estuviera activa en el mundo del espectáculo, diciendo: "Ella es la niña más hermosa y voy a ayudarla con su carrera". Al crecer, Shields tomó lecciones de piano, ballet y equitación.
Shields se crio en la fe católica. Para su confirmación a los 10 años, tomó el nombre de Camille, en honor a Camillus de Lellis. Mientras asistía a la escuela secundaria, residió en Haworth, Nueva Jersey. Shields ha declarado que su primer encuentro con los paparazzi fue en el Grand Ballroom del Waldorf Astoria de Nueva York a la edad de 12 años, afirmando que ella "se quedó como una estatua preguntándose por qué todos fueron contratados para fotografiarme" y que ella "debutó en el Waldorf".
Shields asistió a la New Lincoln School hasta octavo grado. Se graduó de la Escuela Dwight-Englewood en Englewood, Nueva Jersey, en 1983.

## Carrera
Comenzó su carrera a la edad de once meses cuando participó en un spot de la marca de jabones Ivory, de la mano del fotógrafo de modelos Francesco Scavullo. La carrera de Shields desde muy pequeña fue organizada por su madre, quien la hizo aparecer en spots publicitarios aprovechando su belleza infantil, prestando su imagen de bebé para un conocido protector solar.[cita requerida]
En 1974 participaba en su primera película, After the Fall, a las órdenes de Arthur Miller. En la película se relata anónimamente la vida de Miller con Marilyn Monroe. Brooke interpreta a la hija de Quentin (Arthur Miller es interpretado por Christopher Plummer).
En 1975 protagonizó un comercial para la compañía de dentífricos Colgate a cargo del fotógrafo Richard Avedon. A la edad de diez años, para alentar su carrera profesional, según dijo su madre, Brooke participó en una sesión fotográfica con el fotógrafo Garry Gross en la que Brooke aparecía en el baño con el cuerpo desnudo.Ese mismo año, sus padres se divorciaron, quedando Brooke a cargo de su madre.
En 1976, a la edad de once años, ingresa en la agencia de modelos Eilen Ford. Realiza la película "El Rostro de la Muerte" (Communion) en la que la pequeña niña Karen Spages muere tras tomar su primera comunión, a manos de su perturbada hermana Alice.
En 1977 realizó la película El príncipe de Central Park donde recibió el papel secundario de "Kristie".
En 1978 su madre recibió una oferta del cineasta francés Louis Malle, quien buscaba una niña para el papel protagónico de su polémica película "Pretty Baby". El compromiso pactado con Malle fue permitir que la niña posara desnuda, a cambio de que su madre estuviera presente en el plató como supervisora. En la película, "Violet", una niña de trece años, vive con su madre "Hattie" (interpretada por Susan Sarandon) en un prostíbulo de los años 1916. "Hattie", ejerciendo la prostitución, conoce a un hombre, se casa y se marcha dejando abandonada a su hija. La madame, que no piensa mantener a "Violet" por nada, decide subastar su virginidad y hacer que trabaje para ella, pero "Belloq", un fotógrafo que frecuenta el local buscando instantáneas de desnudos, no piensa permitirlo y rescata a la niña, pero para conseguirlo de una manera efectiva debe casarse con ella. "Violet" adora a su salvador al que llama papá y está deseando hacer por él cualquier cosa. La película suscitó una gran polémica. Esta película lanzó al estrellato a la joven actriz, que apareció en la revista People y en la revista Rolling Stone. A raíz de esta, su madre fue muy criticada por lo que se consideraba una gran ambición personal y la manipulación de su hija.
El autor de la novela "Helene", John Bowers, requirió el rostro de Brooke Shields para la portada de su libro más conocido. Ese mismo año también participó en la película "Estirpe Indomable" en la que interpreta a "Tina", la hermana de "Dave", quien habiendo sido investido como rey de los gitanos, declina ese nombramiento provocando la guerra entre las familias rivales de Nueva York.
El año 1979 comenzaba con la película "Tilt" (Bonita) en el que como "Brenda Louise Davenport", alias "Tilt", es una virtuosa jugadora de pinball que se escapa de casa para seguir a un chico que pretende aprovecharse de su habilidad en beneficio propio. Le sigue "Wanda Nevada", interpretando a una chica huérfana que es ganada por el vagabundo "Beaudrey Demerille" en una partida de póquer. A partir de entonces se deben amoldar el uno al otro para poder conseguir sus objetivos. Tras "Wanda", Brooke se encuentra con el famoso artista de variedades George Burns, en la película "Solos Tu y yo, chico" (Just You & Me only, Kid) en la que "Kate", es una chica fugitiva, que se ha metido en serios problemas.
Brooke sigue y actúa en la cuarta edición del Circo de las estrellas realizando un número de perros amaestrados. Tras esta aparición le seguirían otras.
Fue elegida además por la academia del Cine para entregar el Oscar a la mejor actriz de reparto en su 53.ra edición.
Ingresó en la Dwight Englewood High School, de Englewood, Nueva Jersey donde destacó en gimnasia por su flexibilidad y se inscribió en el equipo de las animadoras.

### Década de 1980

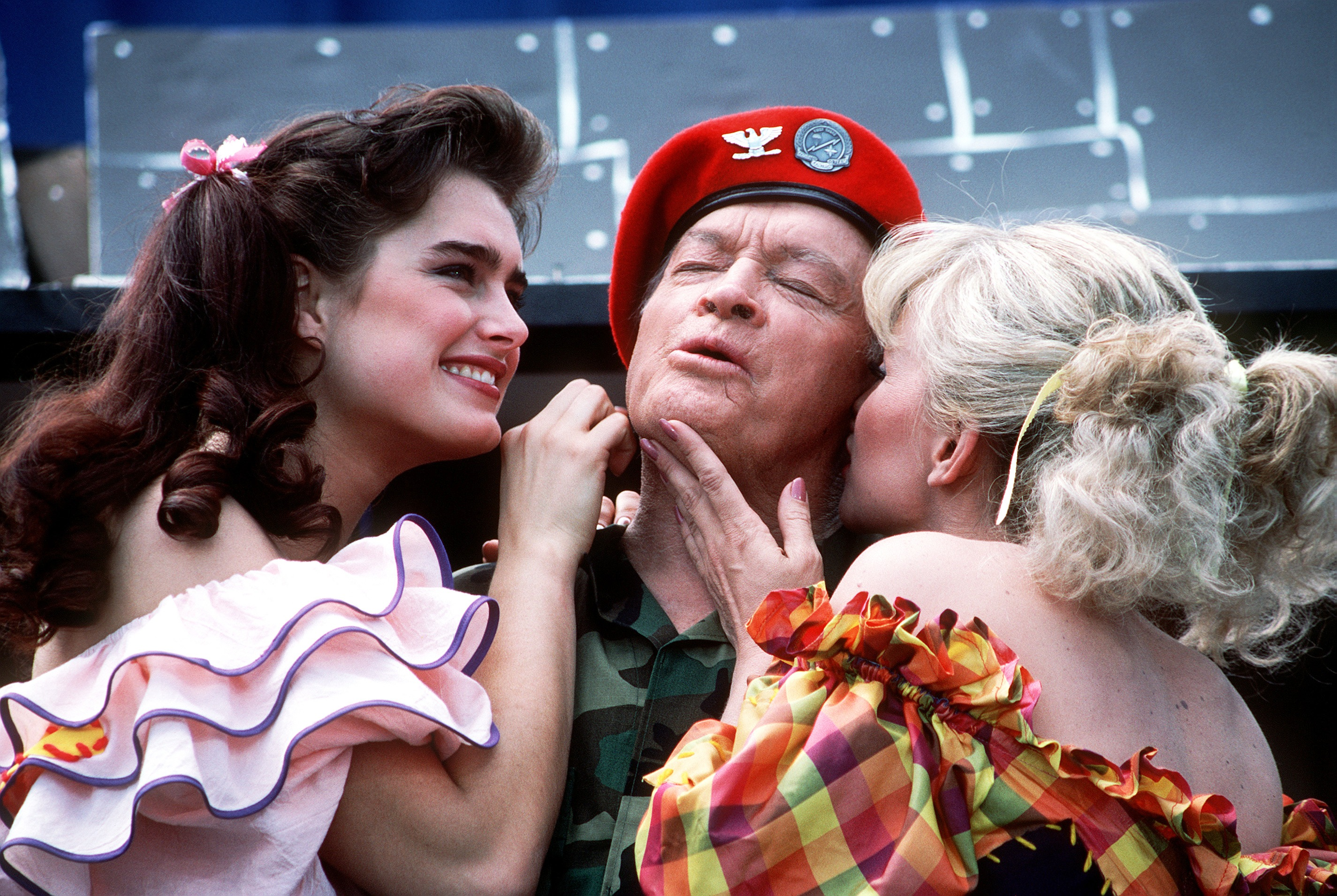
Shields actuando en un especial para televisión junto al cómico Bob Hope y la cantante Barbara Mandrell en 1987

En 1980, Shields participó en un episodio del programa televisivo The Muppets, convirtiéndose en la primera persona menor de edad en hacerlo. A los 15 años protagoniza junto a Christopher Atkins la película The Blue Lagoon. En la misma se exponen como dos adolescentes abandonados en una isla desierta, quienes van creciendo juntos, se quedan solos, sin conocimientos sobre los sentimientos y la pasión, y posteriormente ven despertar su deseo sexual y dan rienda suelta a su amor.
Por aparecer desnuda en la película recibió acusaciones moralistas que la llevaron a declarar en los tribunales. El director explicó que para las escenas en las que se requerían desnudos se usaron dobles. Incluso a lo largo de la película se observó que Shields llevaba pegado el pelo al pecho. Brooke recibió el Razzie a la peor actriz por este film.
Posteriormente, apareció en la portada de la revista Vogue, lo cual se repetiría en más de una decena de ocasiones durante la década, entre publicaciones estadounidenses y europeas. El fotógrafo Garry Gross publicó la serie de fotografías que tomó a Brooke cuando ella tan solo contaba con 10 años.
En 1981 protagonizó Endless Love, donde interpreta a Jade Butterfield, de quince años, quien junto a David Axelrod (Martin Hewitt) de diecisiete, son dos jóvenes que se aman profundamente. Los padres consienten el amor, pensando que es casto, puro e inocente. La cuestión cambia cuando Hugh Buttefield (Don Murray) sorprende a la pareja haciendo el amor. Por este trabajo fue nominada a los Razzie.
Aunque si es por nominaciones, ese mismo año recibió también el premio "Favorite Young Motion Picture Performer" del magazine "People's Choice Awards", premio que recibió durante cuatro años consecutivos entre 1981 y 1984.
Como modelo, realizó varias campañas publicitarias para diversas marcas, entre ellas la de los tejanos de Calvin Klein. La promoción trajo controversia por la audacia del eslogan, ya que incluía la siguiente frase: "¿Quieres saber lo que se interpone entre mis Calvin y yo?... Nada". Dicho comercial fue imitado posteriormente por Kim Kardashian.
La compañía "Wella Balsam", gracias a la melena que había lucido durante toda su vida, eligió a Brooke para publicitar sus productos. Por esta campaña, Brooke percibió un millón de dólares. Según la revista Time Brooke ganaba como modelo la modesta suma de 10 000 dólares al día. La revista Cosmopolitan también quiso contar con su imagen para la portada de más de diez ediciones de su publicación en la década. Con esta portada se convirtió en la modelo más joven en conseguirla hasta el momento.
El modisto Valentino la nombró como su musa, pidiendo su participación para posar con sus vestidos.
Brooke, ya mayor de edad, pidió a los tribunales la retirada de las fotografías que le fueron tomadas por Gary Gross cuando ella tenía 10 años, pues según declaró entre lágrimas, le parecían embarazosas.
En 1982 participa en la serie "Los Doctores" que lleva emitiéndose desde el año 1962. Termina sus estudios en la "Dwight Englewood High School", matriculándose en la Facultad de Literatura Francesa de la Universidad de Princetown. El actor Ted McGinley (Matrimonio con hijos y The Love Boat), promueve a Brooke para la realización de películas maduras.
En 1983 Brooke Shields rueda "Sahara". "Dale Gordon" se traslada a vivir sola en pleno desierto, en medio de las guerras entre tribus, para intentar cumplir el sueño de su padre, correr el Rally del Sahara. Volvió a ser nominada a los "Razzie", el cual ganó por actuar travestida con bigote. Los tribunales dictaminan declarar las fotografías de Brooke como artísticas. De todas formas, a pesar de no ganar Brooke, Gary quedó arruinado.
En 1984 se reencontró con The Muppets en la película, "Los Muppets en Nueva York" donde hace un cameo. En "Oro Húmedo" interpreta a una camarera que convence a un borrachín que cuenta historias de tesoros hundidos, a su novio y a un buceador, para ir a buscar uno de estos tesoros.
En diciembre de 1986 aparece en la revista Playboy deseándoles felices navidades a los estadounidenses.
En 1987 confesaría su relación con su compañero de Universidad, el también actor Dean Cain (Superman de la serie Superman & Lois). Brooke se licenció en Literatura Francesa y una diplomatura menor de literatura Italiana. También en 1987 participa en el Film "La reina de diamantes", donde da vida a "Tara Holden" quien trabaja en una galería en la que se planea un gran robo de joyas por un valor de más de un 1,2 millones de dólares.
En 1989 volvió a participar de forma breve en una película "Los Locos de Cannonball 3 (Speed!)" dando vida a una grosera azafata. De nuevo volvió a recibir un Razzie esta vez a la peor actriz de reparto. Protagonizó una de sus películas más representativas, "Brenda Starr", en la que se pone en la piel de una heroína del cómic de 1967.

### Década de 1990
En 1990 Brooke rueda "Backstreet Dreams" en la que interpreta a una psiquiatra que trata a un niño autista cuyo padre vive sumido en una vida callejera. Ella, con problemas en su matrimonio, se vuelca en el cuidado del chico intentando reconducir al padre soltero.
En 1991 se decanta por aparecer en público del brazo del emergente actor norirlandés Liam Neeson.

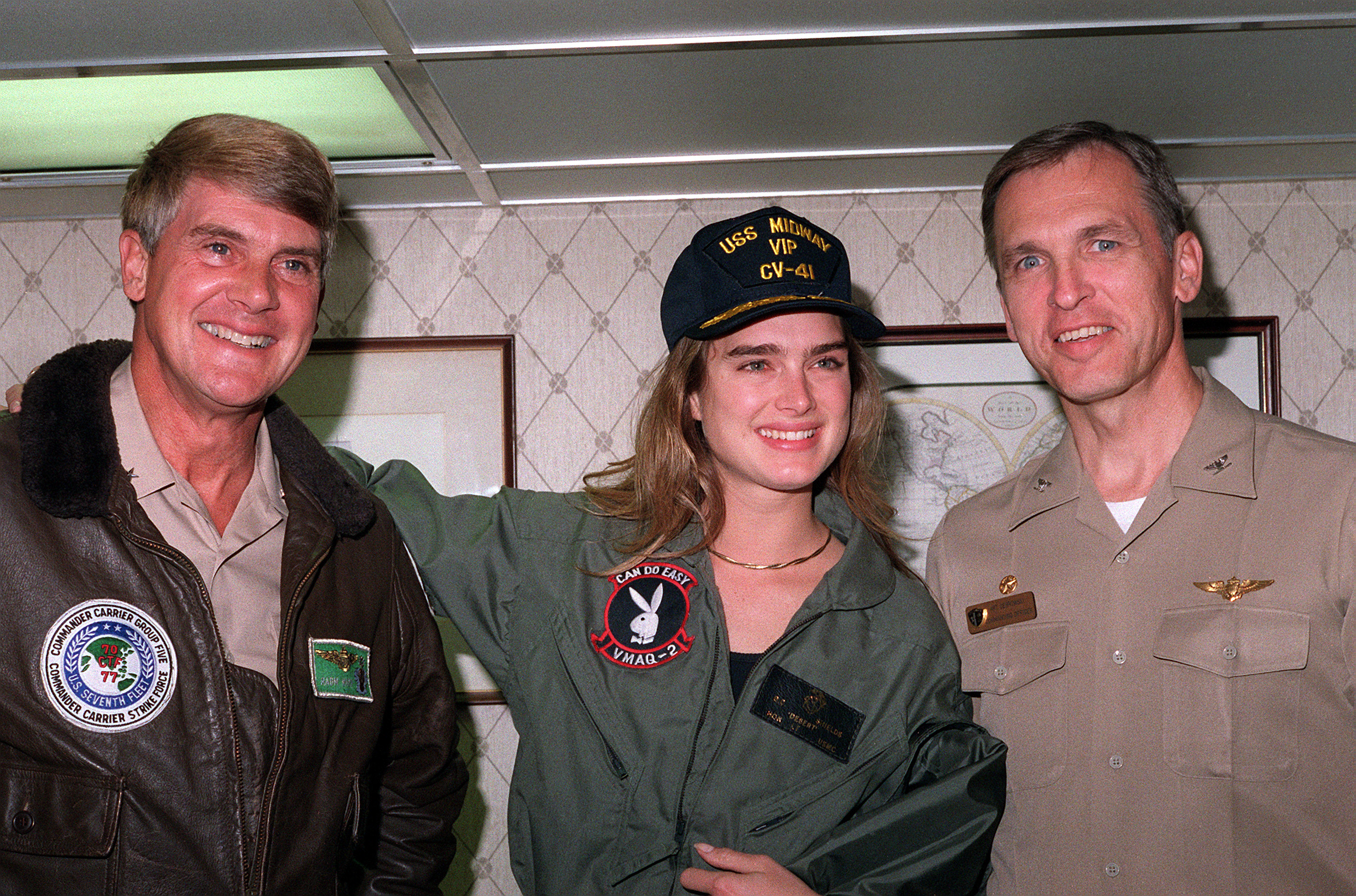
Brooke Shields a bordo del USS Midway (CV-41) en 1991.

En 1992 coprotagoniza la película "Nacidos en libertad (Running Wild)" en la que intenta proteger la vida de dos crías jóvenes de guepardos junto con el biólogo conservacionista John Varty.
Participa asimismo en la serie "Quantum Leap (Salto en el tiempo)" en cuyo episodio Scott Bakula deberá enamorarla para seguir sus viajes en el tiempo.
Dejando a un lado a Liam Neeson, el melódico Michael Bolton vino a ocupar su vacío de inmediato.
En 1993 Brooke continuó con sus películas rodando "Stalkin Laura", en la que un compañero de trabajo obsesionado por ella la acosa hasta límites insospechados. Curiosamente la película está basada en un hecho real. Años más tarde (2006) Brooke sufrió el seguimiento de un acosador.
En "La disparatada parada de los monstruos" realiza un papel secundario.
Participa en la saga de "Historias de la cripta" en donde ha de convertirse en la víctima de una de las historias de terror, de los relatos basados en los cómics de la línea editorial Creepy.
En 1994 coprotagoniza una película italiana "Un Amor Americano" donde interpreta a "Gina", rodó el corto de doce minutos de duración, el Postgraduado, y por último "7th floor (Atracción Imposible)".
En 1995 rueda la película para televisión "Nunca Jamás" donde da vida a la "Doctora Beth Taft".
Brooke despide a su madre del cargo de mánager tras los muchos rumores que corren acerca de sus problemas de alcoholismo y manipulación de la imagen de la modelo.
En 1996 realiza un papel secundario en la película "Sin Salida (Freeway)" interpretando a "Mimi Wolvertone". Brooke se desposa con un hombre que queda desfigurado tras el encuentro con una criminal, cuando los indicios demuestran que tal vez él no sea tan inocente como pretende; Brooke acaba con los sesos desperdigados en el cuarto de baño.
Yendo de la tragedia a la comedia, Brooke Shields pasa a producir su propia serie de éxito: "De repente Susan (Suddenly Susan)". En ella, una reportera llamada "Susan" compite en el duro mundo editorial, tras haber sido plantada en el altar y tener que aceptar un trabajo precisamente en la revista donde trabaja el hermano de su exnovio. Allí, deberá trabajar codo con codo con los empleados más pintorescos. Esta serie se prolongaría en el tiempo hasta el año 2002.
Volviendo a la palestra de las celebridades, la revista Rolling Stone la volvió a reclamar para una nueva portada.
Y como no podía ser de otra manera, aprovechando el tirón de la popularidad, la serie del momento, Friends, también la convocó para un cameo en su serie, apareciendo en el episodio 12 de la segunda temporada titulado "The One After the Superbowl".
En 1997, fue elegida como la mujer más admirada por los lectores de la encuesta de la "People's Choice Awards".
En 1998 Brooke continuó su trabajo realizando "Un atraco casi perfecto", en el que ella y su novio roban el banco en el que ella trabaja, y después intentan no ser descubiertos. También filma "Casi todas las mujeres son iguales", en el que interpreta a la amiga lesbiana de la protagonista del film, una tímida mujer escritora que quiere escribir un libro erótico y por error se marcha a escribirlo a un monasterio de monjas de clausura.
Siguió en 1999 con "Fin de semana" por la que ganó el Nuevo premio Americano del cine del festival de Seattle en el año 2000. Y con la película "Blanco y negro", donde interpreta a una reportera rica que graba un reportaje sobre un grupo de jóvenes blancos de la zona alta de la ciudad, que han hecho amistad con un grupo de cantantes hip hop de Harlem, lamentablemente, el vídeo que en principio parece estar hecho con buenas intenciones, acaba provocando muchos problemas para los chicos de Harlem, a causa del marido de la reportera.
En "El Soltero", la película en la que Chris O´Donnell acaba siendo perseguido por millares de mujeres vestidas de novia para que se case con ellas, Brooke interpreta discretamente el papel de "Buckey Haley Windsor".
Continúa su trabajo con la película "Después del Sexo (After Sex)". En ella se describe cómo se soslayan cuatro amigas que se reúnen un fin de semana en la playa de Palm Springs, lejos de sus habituales obligaciones maritales.

### Años 2000
Brooke protagoniza en 2000 la película "Corazón al descubierto" (What Makes a family) en la que interpreta a "Janine Nielssen", quien tiene una relación lésbica con "Sandi Cataldi". Queriendo ambas formar una familia, "Sandy" se somete a fecundación in vitro y da a luz una niña. Más tarde "Sandy" muere y sus padres no queriendo que "Janine" se quede la custodia de la niña que tuvo su hija, aun no teniendo vínculo sanguíneo alguno con la pequeña, por prejuicios al lesbianismo, emprenden una agresiva campaña judicial en contra de "Janine" para arrebatársela.
Brooke pasó a participar en la serie "Dame un Respiro (Just Shoot Me!)" episodio 8 de la quinta temporada, titulado "Erlene and boo". En el que interpreta a "Erlene Noodelman" la hermana de "Nina Noodelman", quien procedente de una granja de Kansas, ha venido a visitar a su sofisticada hermana urbanita. La sencillez, modestia y gracejo de "Erlene" enamora a todos en la redacción del "Brush" lo cual molesta enormemente a "Nina".
En el 2002 participó en una miniserie de cuatro episodios titulada "Widows (Viudas)", en la cual cuatro viudas de cuatro ladrones que han sido asesinados tras intentar el robo de una valiosa pintura, han jurado vengar la muerte de sus maridos, descubriendo la identidad de sus asesinos, liquidándolos y cumpliendo el trabajo que sus esposos comenzaron.
Brooke Shields recibió el premio Golden Gate de la Asociación por la defensa de los Gays y Lesbianas (GLAAD), por su labor en diversas películas reivindicando por ellos su estatus como personas normales con sentimientos y derechos. Recuérdese las películas "Casi todas las mujeres son iguales" y especialmente "Corazón al Descubierto"
En el año 2003 su padre falleció de cáncer de próstata.
Brooke realiza el doblaje para el serial educativo infantil de animación en 3-D de "Miss Spider y los Sunny Patch Kids".
También participa en un episodio de la serie de animación para adultos "Gary el Rata" interpretando a la esposa del Jefe de "Gary", "Miss Harrison" que pide a "Gary" que la represente en su divorcio contra su marido.
En 2004 filma "Desaparece pero no se olvida" en la que un asesino deja tras de sí una rosa negra con tan enigmático mensaje.
Su marido Chris Henchy escribió un guion para la serie "Estoy con ella", basado en su relación. La serie relataba la vida de un hombre mundano que conquista a una actriz famosa y estaba protagonizada por Teri Polo. Brooke participa en uno de los episodios de la serie.
Siguió Brooke con un film italiano "Maritti in afitto", titulado "Las dos esposas de mi marido", en la que Brooke interpreta a "Charlene Taylor", la amada de "Vincenzo", un escultor italiano que ha llegado de Italia, intentando labrarse un futuro. Lo que Charlene desconoce tras darle una hija y quedarse embarazada por segunda vez es que Vicenzo tiene mujer y dos hijos en Italia, y que estos han decidido venirse a vivir a América.
Continúa Brooke en series de éxito, esta vez en That 70's show (Aquellos maravillosos 70), en la que interpreta a la madre de "Jackie" (Mila Kunis), "Pamela Burkhart", quien se enamora del padre de "Donna" (Laura Prepon), "Bob Pinchotti".
También participa en películas de animación infantiles como The Easter Egg Adventure.
En 2005, sin embargo, cambia de registro y participa en el musical Chicago en Londres interpretando a Roxie, papel por el cual recibió buenas críticas.
El 3 de mayo de ese año salió a la calle la publicación del libro que empezó a escribir después de recuperarse de su depresión, titulado Down Came the Rain, en el que recoge de manera sencilla sus vivencias con la intención de ayudar a otras madres que pasen por el mismo proceso que ella.
Brooke rueda la película en la Columbia canadiense "Bob el mayordomo".
En el año 2007 participa en la serie Law & Order: Criminal Intent junto a Vincent D'Onofrio. En tres episodios de la serie de cirujanos plásticos Nip Tuck en el rol de "Faith Wolper". En "Dos Hombres y Medio" como la vecina de enfrente Danielle Stewert. Participó en el doblaje de un capítulo de la serie de animación "The Batman" dando vida a "Julie" e hizo un papel de apoyo en la película "The Bagman" en la que un embolsador de un supermercado sueña con convertirse en el mejor empleado de la cadena, ganar el torneo de embolsadores y llamar así la atención de su compañera de trabajo "Bambi".
En el año 2008 continuó haciendo un doblaje en la película de animación "La Liga de la Justicia: La nueva frontera", dando vida al personaje "Carol Ferris". En la película se explica la historia de todos los superhéroes de la editorial Dc Cómics desde sus inicios iniciándose la historia en la época posterior a la guerra de Corea. Otro doblaje ha sido para la serie animada en 3-D fábulas Inestables en el que interpretó a Mamá Osa en el cuento de Ricitos de oro. Anne Hathaway interpretó un papel similar en el año 2005 al participar en un cuento de animación 3-D titulado "La increíble pero cierta historia de Caperucita Roja".
Tras ello una nueva película The Midnight Meat Train, en la que interpreta a "Susan Hoff" una galerista que regenta una exitosa galería en Nueva York y que encarga a un ambicioso fotógrafo una exposición que muestre lo más abyecto del ser humano. El fotógrafo elegirá como tema los crímenes de un asesino que opera en los túneles del metro de Nueva York. El film está basado en un cuento de Clive Barker.
Se la pudo ver en la entrega de los Emmy's para hacer entrega del premio Emmy a la mejor actriz a Tina Fey.
A partir del 2008 comenzó a trabajar en la serie Lipstick Jungle (Mujeres de Manhattan), donde interpreta a la exitosa actriz y madre de familia "Wendy Healy" que compagina su estresante trabajo con su vida familiar, lo cual soporta gracias al apoyo moral de sus amigas "Victory" y "Niko", que se encuentran en una situación parecida.
En la revista People también reveló haber ingresado a su madre en una residencia para que ésta fuera atendida con corrección ya que estaba aquejada de Alzheimer.
Brooke comienza una serie de colaboraciones esporádicas en la serie Hannah Montana, participando en tres episodios no consecutivos, interpretando a la madre de Miley Stewart.

### Años 2010
En el año 2010 participa en la serie Middle.
Coprotagoniza la película Furry Vengeance junto a Brendan Fraser.
Actualmente, protagoniza la obra Chicago en Broadway, Nueva York.
En el 2016 hizo un cameo en la serie de suspenso/somedia Scream Queens: interpretó a la doctora Scarlett Lovin, protagonista de su propio programa de TV, Lovin The D, que muere tras haber confundido su café con el de Chanel Oberlin, el cual estaba envenenado.

### Años 2020
Siguió como dobladora de series de animación (Momma Named Me Sheriff, 2019- 2021) y podcast de ficción (DC Batman: The Audio Adventures, 21-22).
De septiembre de 2022 a diciembre de 2023 tuvo el pódcast ¿Y ahora qué?, en los que entrevistaba a autores, expertos y famosos sobre cómo lograron superar giros inesperados en lo personal o profesional. 
En 2023 en la serie documental de dos capítulos, Brooke Shields: La mujer más bella, la actriz repasó las luces y sombras de su vida y relanzó su carrera. 
Volvió al cine en mayo de 2024 con La madre de la novia, para Netflix, sin dejar de doblar animación en Gracie an Pedro's Not So Awesome Adventure. 

## Vida personal

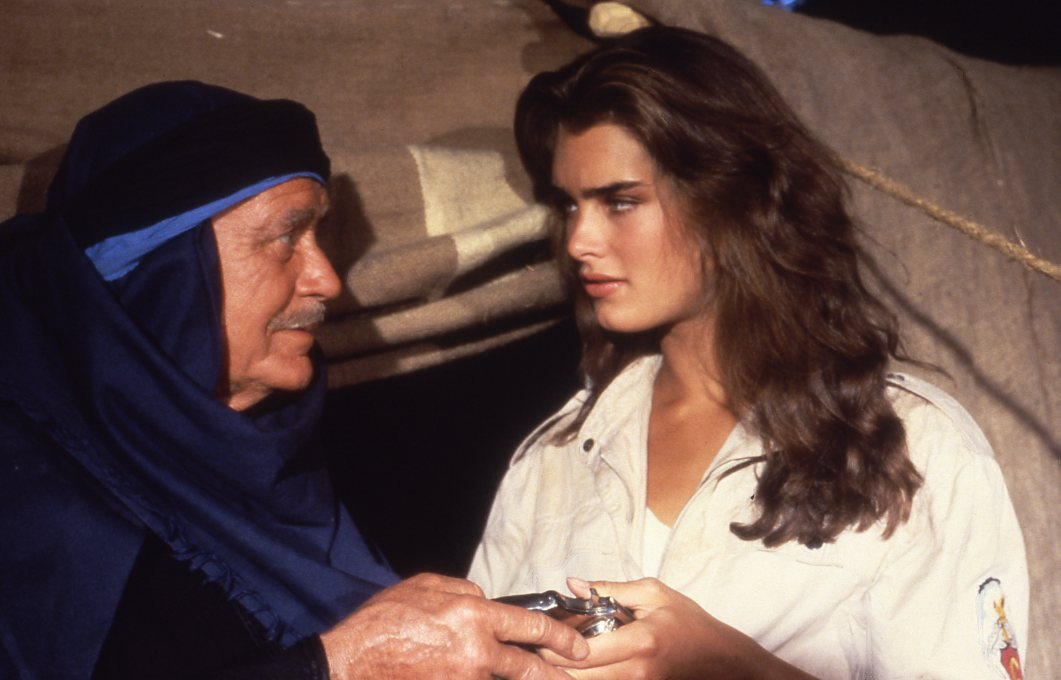
John Mills y Brooke Shields en la película Sahara.

Con la temprana edad de 16 años decidió escribir sus memorias. Con el título “On My Own”, en ellas se expone por vez primera su intención de llegar pura al matrimonio. Sobre esta declaración la editorial estableció un contrato con Brooke, en la que percibiría una cuantiosa suma anual, por cada año que lograse mantener su promesa.
Anunció su primera relación junto al actor Matt Dillon en 1981. Sin embargo, es John Travolta quien acompaña a Brooke en sus veladas en sociedad.
Shields mantuvo en 1983 una relación informal con el Rey del Pop Michael Jackson. La relación terminó en muy buenos términos, manteniendo lazos de amistad.
En 1985 se la vería en compañía de Alberto de Monaco, suscitando la posibilidad de un romance entre ambos.
En 1988, durante la etapa universitaria de John Fitzgerald Kennedy Jr., se expandió el rumor de un posible romance entre Shields y el futuro senador de los Estados Unidos.
Vivió un romance con Dodi Alfayed en 1989, (que años más tarde se convertiría en el novio oficial de la Princesa Diana de Gales después de su separación con Carlos) cuando después de encontrarse en París, celebran el 33.er cumpleaños del magnate por las calles de la capital francesa. Ya se conocían ambos de haberse encontrado años antes en Cannes, cuando Brooke tan solo contaba con 18 años.
En 1993 comienza una relación con el tenista André Agassi, comenzando por fin uno de sus romances más estables. Se casa con el deportista el 19 de abril de 1997. 
El matrimonio nunca fue convencional, ya que Shields permanecía en Los Ángeles y Agassi en Las Vegas por lo que frecuentemente se ausentaba largo tiempo debido a su carrera.
Su matrimonio terminó abruptamente en enero de 1999, siendo Agassi quien le solicitó el divorcio, haciéndose este efectivo el 9 de abril de 1999, para después casarse con la tenista Steffi Graf en 2001. Las razones del divorcio no son conocidas y dieron motivos a muchas especulaciones de la prensa amarilla. 
En el año 2000 Brooke, durante una estancia vacacional en México, comienza una relación con el guionista de Spin City Christopher Thomas Henchy, que era su amigo más cercano.
En el año 2001 Brooke se desposa por segunda vez con Chris Henchy.
Tres años después, el 15 de mayo nació su hija Rowan Francis Hammond tras siete intentos fallidos de fertilización in vitro y un aborto.
Después de nacer Rowan, ella sufrió una severa depresión postparto, que le provocó rechazo hacia su hija y tendencias suicidas, lo cual la llevó a tener que medicarse con antidepresivos como pudiera ser el Paxil.
El 18 de abril de 2006 da a luz a su segunda hija, Grier Hammond Henchy.
El 7 de julio del 2009, en calidad de amiga personal asistió al funeral de Michael Jackson, dando un discurso dirigido al público sobre el féretro del mismo cantante.
En el año 2009 hizo unas declaraciones en la revista "Healt" en las que revelaba haber perdido realmente la virginidad a los 22 años y se arrepentía de no haberlo hecho antes.
Actualmente lleva una vida matrimonial apacible y se dedica a la crianza de sus dos hijas y a apariciones esporádicas en series de TV y en algunos filmes.

## Filmografía

### Películas
| Año  | Título                                     | Rol                   | Notas                          |
| ---- | ------------------------------------------ | --------------------- | ------------------------------ |
| 1976 | Alice, Sweet Alice                         | Karen Spages          |                                |
| 1978 | Pretty Baby                                | Violet                |                                |
| 1978 | King of the Gypsies                        | Tita                  |                                |
| 1979 | Tilt                                       | Tilt                  |                                |
| 1979 | Wanda Nevada                               | Wanda Nevada          |                                |
| 1979 | Just You and Me, Kid                       | Kate                  |                                |
| 1980 | The Blue Lagoon                            | Emmeline Lestrange    |                                |
| 1981 | Endless Love                               | Jade Butterfield      |                                |
| 1983 | Sahara                                     | Dale                  |                                |
| 1984 | The Muppets Take Manhattan                 | Cliente               |                                |
| 1989 | Speed Zone                                 | Stewardess            |                                |
| 1989 | Brenda Starr                               | Brenda Starr          |                                |
| 1990 | Backstreet Dreams                          | Stevie                |                                |
| 1992 | Running Wild                               | Christine Shaye       |                                |
| 1993 | Freaked                                    | Skye Daley            |                                |
| 1994 | The Postgraduate                           | Esposa de fantasía    |                                |
| 1994 | The Seventh Floor                          | Kate Fletcher         |                                |
| 1996 | Freeway                                    | Mimi Wolverton        |                                |
| 1998 | The Misadventures of Margaret              | Lily                  |                                |
| 1999 | The Weekend                                | Nina                  |                                |
| 1999 | Negro y Blanco                             | Sam Donager           |                                |
| 1999 | The Bachelor                               | Buckley Hale-Windsor  |                                |
| 1999 | The Disenchanted Forest                    | Ella misma            |                                |
| 2000 | After Sex                                  | Kate                  |                                |
| 2004 | Mariti in affitto                          | Charlene Taylor       |                                |
| 2004 | The Easter Egg Adventure                   | Horrible Harriet Hare | Voz                            |
| 2005 | Bob the Butler                             | Anne Jamieson         |                                |
| 2007 | National Lampoon's Bag Boy                 | Sra. Hart             |                                |
| 2008 | Justice League: The New Frontier           | Carol Ferris          | Voz; Lanzamiento directo a DVD |
| 2008 | The Midnight Meat Train                    | Susan Hoff            |                                |
| 2008 | Unstable Fables: Goldilocks & 3 Bears Show | Ruby Bear             | Voz                            |
| 2009 | Hannah Montana: The Movie                  | Susan Stewart         | Sin acreditar                  |
| 2010 | Furry Vengeance                            | Tammy Sanders         |                                |
| 2010 | The Other Guys                             | Ella misma            |                                |
| 2011 | Chalet Girl                                | Caroline              |                                |
| 2011 | The Greening of Whitney Brown              | Joan Brown            |                                |
| 2013 | The Hot Flashes                            | Beth Humphrey         |                                |
| 2013 | A Monsterous Holiday                       | Betsy                 | Voz                            |
| 2014 | Under Wraps                                | Jean                  | Voz                            |
| 2014 | Adventure Planet                           | Voz                   |                                |
| 2016 | Flower Shop Mystery: Dearly Depotted       | Abby Night            |                                |
| 2017 | Daisy Winters                              | Sandy Winters         |                                |
| 2017 | My Boyfriend's Meds                        | Alicia                |                                |
| 2021 | A Castle for Christmas                     | Sophie Brown          | Lanzamiento de Netflix         |
| 2024 | La madre de la novia                       | Lana                  | Lanzamiento de Netflix         |

### Televisión
| Año                         | Título                                             | Rol                      | Notas                                                |
| --------------------------- | -------------------------------------------------- | ------------------------ | ---------------------------------------------------- |
| 1974                        | After the Fall                                     | Hija de Quentin          | Película de televisión                               |
| 1977                        | The Prince of Central Park                         | Kristin                  | Película de televisión                               |
| 1980                        | The Muppet Show                                    | Ella misma               | Estrella invitada, Temporada 5, 1 episodio           |
| 1982                        | The Doctors                                        | Elizabeth Harrington     | Episodios desconocidos                               |
| 1984                        | Wet Gold                                           | Laura                    | Película de televisión                               |
| 1984                        | Blondes vs. Brunettes                              | Ella misma               | Especial de televisión de ABC                        |
| 1988                        | The Diamond Trap                                   | Tara Holden              | Película de televisión                               |
| 1992                        | Quantum Leap                                       | Vanessa Foster           | Episodio: "Leaping of the Shrew"                     |
| 1993                        | I Can Make You Love Me                             | Laura Black              | Película de televisión                               |
| 1993                        | The Simpsons                                       | Ella misma (voz)         | Episodio: "The Front"                                |
| 1993                        | Tales from the Crypt                               | Norma                    | Episodio: "Came the Dawn"                            |
| 1994                        | An American Love                                   | Greta                    | Película de televisión                               |
| 1995                        | Nothing Lasts Forever                              | Dra. Beth Taft           | Película de televisión                               |
| 1996                        | Friends                                            | Erika Ford               | Episodio: "The One After the Superbowl: Part 1"      |
| 1996–2000                   | Suddenly Susan                                     | Susan Keane              | 93 episodios, productora                             |
| 1997                        | The Almost Perfect Bank Robbery                    | Cyndee Lafrance          | Película de televisión                               |
| 2001                        | What Makes a Family                                | Janine Nielssen          | Película de televisión                               |
| 2001                        | Just Shoot Me!                                     | Erlene Noodleman         | Episodio: "Erlene and Boo"                           |
| 2002                        | Widows                                             | Shirley Heller           | Miniserie de televisión                              |
| 2003                        | Miss Spider's Sunny Patch Kids                     | Miss Spider (voz)        | Película de televisión                               |
| 2003                        | Gary the Rat                                       | Cassandra Harrison (voz) | Episodio: "Future Ex-Wife"                           |
| 2004                        | Gone, But Not Forgotten                            | Betsy Tannenbaum         | Película de televisión                               |
| 2004                        | I'm with Her                                       | Ivy Tyler                | Episodio: "Poison Ivy"                               |
| 2004                        | That '70s Show                                     | Pamela Burkhart          | 7 episodios                                          |
| 2005                        | New Car Smell                                      | April                    | Película de televisión                               |
| 2006                        | Law & Order: Criminal Intent                       | Kelly Sloane-Raines      | Episodio: "Siren Call"                               |
| 2006                        | Nip/Tuck                                           | Faith Wolper             | 3 episodios                                          |
| 2007                        | Two and a Half Men                                 | Danielle Stewert         | Episodio: "That's Summer Sausage, Not Salami"        |
| 2007                        | The Batman                                         | Julie (voz)              | Episodio: "Riddler's Revenge"                        |
| 2007–09                     | Hannah Montana                                     | Susan Stewart            | 3 episodios                                          |
| 2008–09                     | Lipstick Jungle                                    | Wendy Healy              | 20 episodios                                         |
| 2010, 2012, 2014-2016, 2018 | The Middle                                         | Rita Glossner            | 6 episodios                                          |
| 2010                        | Who Do You Think You Are?                          | Ella misma               | Episodio: "Brooke Shields"                           |
| 2010                        | The Boy Who Cried Werewolf                         | Madame Varcolac          | Película de televisión                               |
| 2011                        | Chalet Girl                                        | Caroline                 | Película de televisión                               |
| 2013                        | Army Wives                                         | Coronel Kat Young        | 5 episodios                                          |
| 2013                        | Super Fun Night                                    | Alison Lockridge         | Episodio: "Go with Glorg"                            |
| 2014-2016                   | Creative Galaxy                                    | Seraphina (voz)          | 8 episodios                                          |
| 2014                        | The Michael J. Fox Show                            | Deborah                  | 2 episodios                                          |
| 2014-2019                   | Mr. Pickles                                        | Sra. Goodman (voz)       | 19 episodios                                         |
| 2016                        | Flower Shop Mystery: Mum's The Word                | Abby Knight              | Película de televisión (Hallmark Movies & Mysteries) |
| 2016                        | Flower Shop Mystery: Snipped in the Bud            | Abby Knight              | Película de televisión                               |
| 2016                        | Flower Shop Mystery: Dearly Depotted               | Abby Knight              | Película de televisión                               |
| 2016                        | Scream Queens                                      | Dr. Scarlett Lovin       | Episodio: "Lovin the D"                              |
| 2016                        | When Calls the Heart                               | Charlotte Thornton       | 2 episodios                                          |
| 2017                        | Michael Bolton's Big, Sexy Valentine's Day Special | Ella misma               | Especial de Variety                                  |
| 2017                        | Nightcap                                           | Ella misma               | Episodio: "What Would Staci Do?"                     |
| 2017–18                     | Law & Order: Special Victims Unit                  | Sheila Porter            | 5 episodios                                          |
| 2018-2019                   | Jane the Virgin                                    | River Fields             | 14 episodios (temporadas 4-5)                        |
| 2018                        | Murphy Brown                                       | Holly Mackin Lynne       | Episodio: "The Coma and the Oxford Comma"            |
| 2019-presente               | Momma Named Me Sheriff                             | Sra. Goodman (voz)       | 8 episodios                                          |
| 2020                        | 911                                                | Dr. Kara Sanford         | Episodio: "Que sigue?"                               |